# 킴벌리 월시
킴벌리 월시(Kimberley Walsh, 1981년 11월 20일 ~ )는 잉글랜드의 가수, 배우이다. 걸 그룹 걸스 얼라우드의 멤버였다.

## 음반 목록
- Centre Stage (2013)